# Entephria nebulosa
Entephria nebulosa là một loài bướm đêm trong họ Geometridae.